# Харт (Мичиген)
Харт (Мичиген) (енгл. Hart) град је у америчкој савезној држави Мичиген. По попису становништва из 2010. у њему је живело 2.126 становника.

## Демографија
Према попису становништва из 2010. у граду је живело 2.126 становника, што је 176 (9,0%) становника више него 2000. године.
| Група             | 2000.         | 2010.         |
| Белци             | 1.601 (82,1%) | 1.537 (72,3%) |
| Афроамериканци    | 10 (0,5%)     | 10 (0,5%)     |
| Азијати           | 5 (0,3%)      | 4 (0,2%)      |
| Хиспаноамериканци | 284 (14,6%)   | 546 (25,7%)   |
| Укупно            | 1.950         | 2.126         |